# Паульсен, Юлиус
Юлиус Паульсен (22 октября 1860[…], Оденсе — 17 февраля 1940[…], Копенгаген)  — датский живописец. С 1879 по 1882 год учился в Датской королевской академии искусств и позднее стал там же профессором. У него были тесные связи с несколькими скагенскими художниками, и он посетил Скаген в начале 1900-х годов. Паульсен находился под влиянием Рембрандта и французского салонного искусства. Его помнят в основном по  портретным работам.

## Детство и образование
Паульсен родился в Оденсе, в семье лавочника. После окончания учебы на художника он поступил в Датскую королевскую академию изящных искусств и окончил ее в 1882 году. В 1885 году он путешествовал с Вигго Йохансеном по Нидерландам, Франции и Бельгии.

## Карьера
Хотя на творчество Паульсена влияют реализм, символизм и импрессионизм, он также был вдохновлен голландским искусством 17-го века. У Паульсена также были отношения с несколькими скагенскими художниками, которые собирались на севере Ютландии каждое лето, но посетили Скаген после 1900 года. Он написал несколько портретов Лаурица Таксена и его семьи, а также множество пейзажей.   Его портрет Клейзера висит в Национальном историческом музее дворца Фредериксборг.
С 1908 по 1920 год Паульсен был профессором Датской королевской академии. Его работы были представлены на конкурсе живописи в рамках художественного конкурса летних Олимпийских игр 1932 года.

## Галерея работ

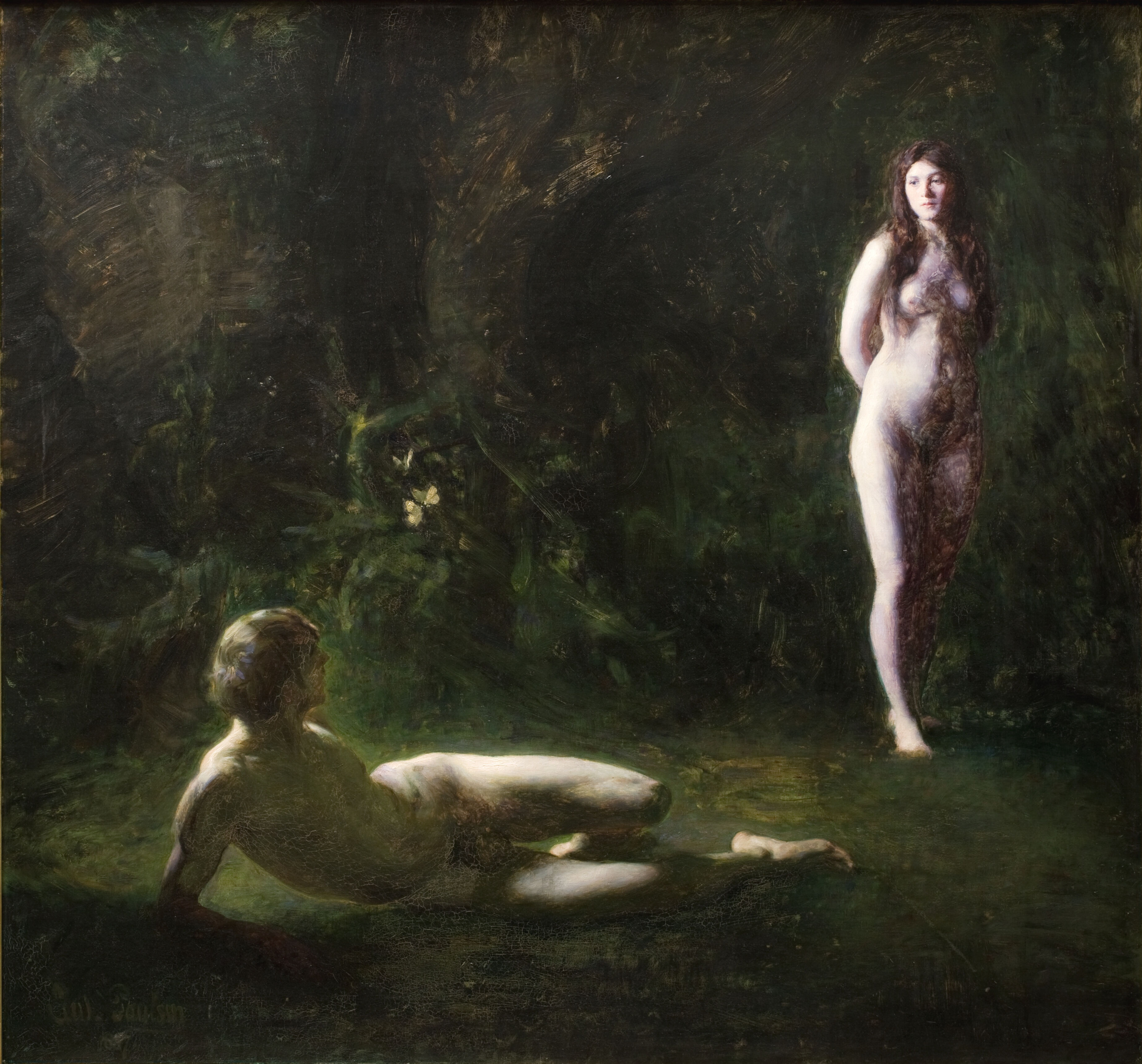
Адам и Ева
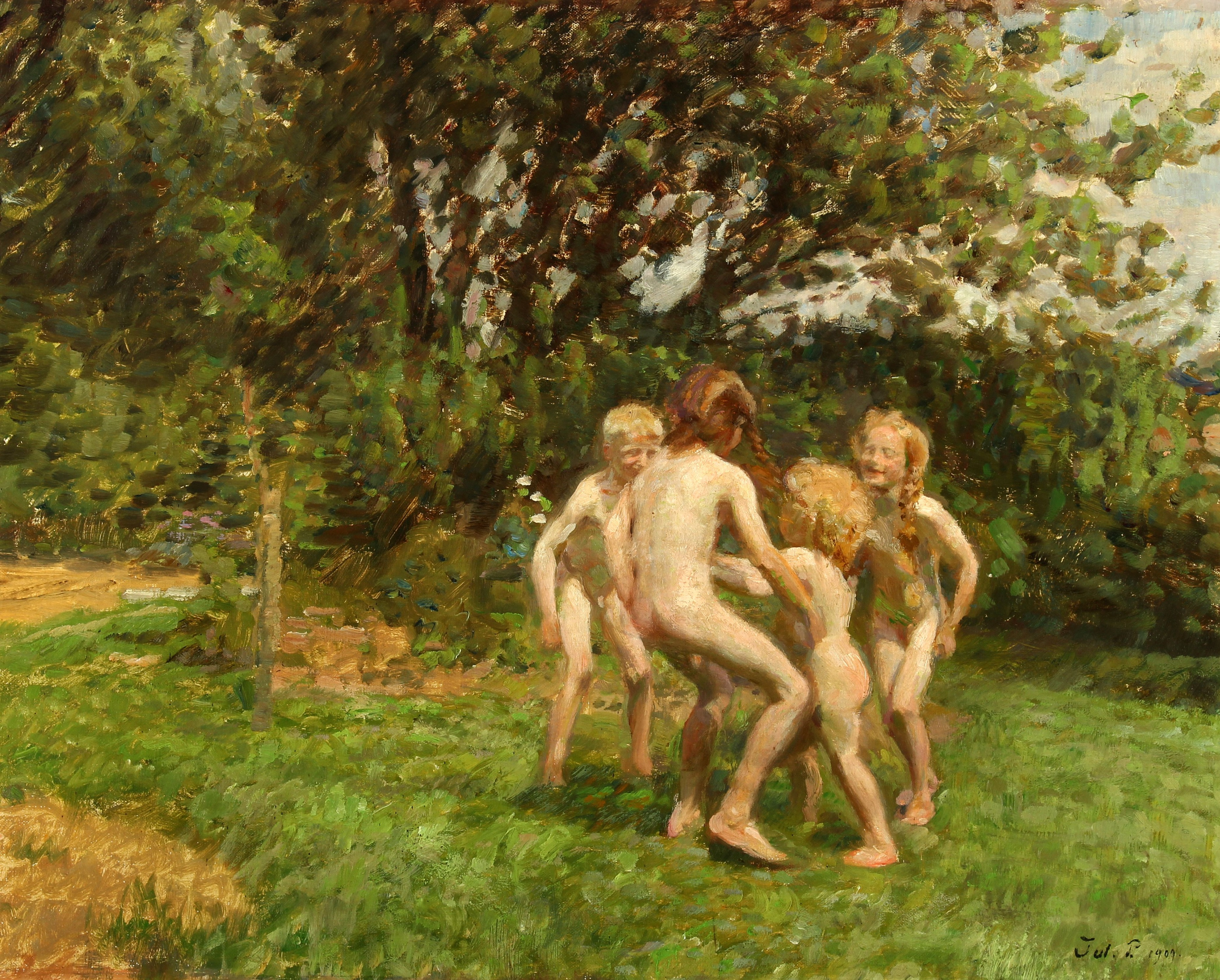
Детский хоровод в Грестеде
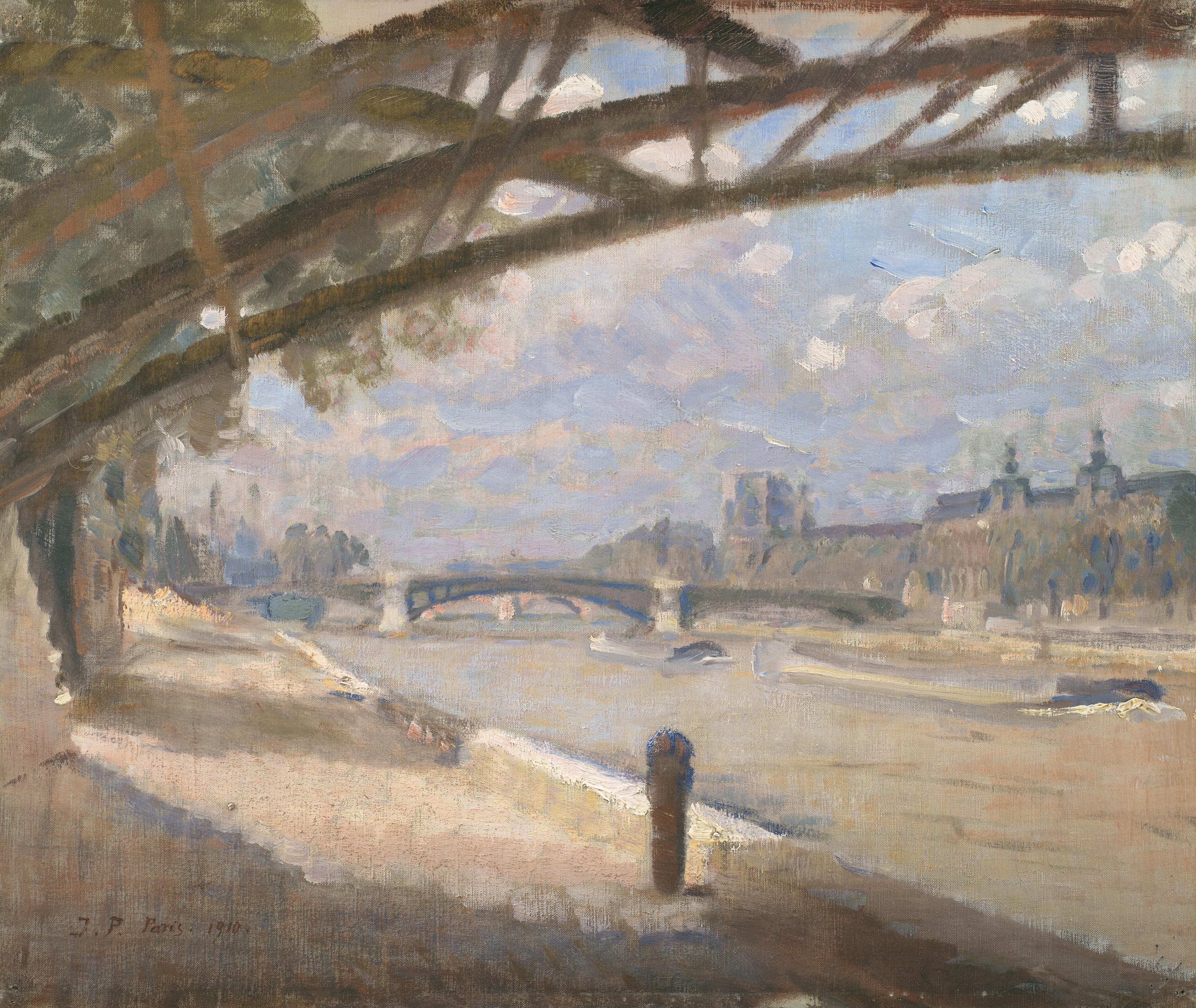
Под мостом искусств